# Planeta Xuxa
Planeta Xuxa foi um programa de televisão apresentado por Xuxa, dirigido por Marlene Mattos e exibido pela TV Globo de 5 de abril de 1997 até 28 de julho de 2002. Voltado para a família e os adolescentes, inicialmente era apresentado aos sábados à tarde. A partir de 19 de abril de 1998, o programa passou a ser apresentado aos domingos em razão da Copa do Mundo de 1998, permanecendo aos domingos até seu encerramento em 2002. Substituía o futebol e a sessão de filmes Temperatura Máxima.
Foi o segundo programa dominical vespertino  de auditório apresentado por uma mulher na TV aberta brasileira, o primeiro foi o programa Xuxa (1993), exibido também pela TV Globo. No fim dos anos 90 a disputa era somente entre homens, como Silvio Santos, Faustão e Gugu Liberato. As apresentadoras Márcia Goldschmidt e Eliana seguiram os passos da Xuxa e também figuraram nas tardes de domingo na TV brasileira. O programa foi um sucesso de audiência com médias sempre acima de 21 pontos, muitas vezes superando o Domingão do Faustão.
Planeta Xuxa estava sendo reexibido na íntegra pelo Canal Viva, aos domingos às 19h00, tendo sua reprise às segundas-feiras, às 21h da noite, passou a ser reexibido no dia 7 de setembro de 2014. Após Xuxa assinar contrato com a RecordTV, a emissora deixou de exibir o programa.

## Audiência
O programa atingia facilmente média de 18 à 21 pontos de audiência.
Com a gravidez, e consequentemente o nascimento de Sasha Meneghel em 1998, a apresentadora ficou de licença maternidade enquanto outros artistas apresentavam seu programa, como Ivete Sangalo, Gabriel o Pensador, Claudinho & Buchecha e outros. No dia em que o grupo Molejo apresentou o programa, alcançou uma média de 21 pontos. Já no dia do cantor Daniel, o Planeta teve média de 29 pontos com picos de 39 pontos.
No dia 07 de junho de 1998 o Planeta Xuxa marcou 20 pontos de audiência, enquanto o Gugu marcou 10, mas superou todos os outros programas exibidos pela Rede Globo.
No dia 21 de janeiro de 2001, o Planeta Xuxa, chamado na época de “Planeta Verão”, marcou 18 pontos contra 10 do Gugu, e empatando com o Domingão do Faustão. 
No dia 13 de abril de 2001, o Planeta se manteve na liderança com 18 pontos, contra 16 da Record.
No dia 25 de maio de 2001, o Planeta Xuxa foi ao vivo com Zezé Di Camargo & Luciano, Sandy & Junior e Caetano Veloso, teve média de 23 pontos com picos de 32 pontos, já Gugu liderou com 24 pontos, e mais tarde, Faustão marca 23 pontos,- empatando com Xuxa- contra 29 de Gugu, gerando a manchete na Folha de São Paulo “Futebol e Xuxa salvam Globo no ibope; Faustão perde pra Gugu”.
Seu último programa em 2002 marcou 17 pontos, ficando na liderança isolada, contra 13 do SBT.

## O programa
O formato do programa era baseado numa discoteca, contava com a participação com o elenco dos programas anteriores da apresentadora, além da participação da dançarina Adriana Bombom. Além das atrações musicais, o programa contava com diversos quadros, sendo que o quadro de maior destaque era o Intimidade, em que Xuxa entrevistava diversas personalidades. Também foi criado o quadro Transformação, de grande sucesso, e onde alguém escolhido na platéia por Xuxa era submetido a uma mudança no visual.

### 1.ª Temporada
A primeira temporada do programa que estreou em 5 de abril de 1997, às 16h. Sendo reprisado, a partir do dia 7 de setembro de 2014, às 21h30, no Viva.
A abertura desta fase, aparece no início, uma multiplicação da mesma Xuxa que se vestia de Branco em um fundo colorido e o Planeta Terra com formato de X atinge a tela ao surgir as imagens do Xuxa Park e depois, a construção do cenário antes da estreia do programa, mostrava os bastidores dos ensaios da primeira coreografia da música-tema, além da aparição da apresentadora em momentos descontraídos nos bastidores. As atrações musicais e convidados eram separados por quadros como Top Brasil (em que eram apresentadas as músicas de acordo com as paradas musicais da semana), Lançamento (onde um radialista analisava as novas canções), Temas de Novela, Intimidade, além de videoclipes internacionais.
O cenário era luxuoso nesta fase, possuía painéis com imagens da apresentadora em diversos momentos da carreira, TVs na parede, jukeboxes,,com um DJ residente e diversos elementos que relembravam os programas da apresentadora com figurinos destes e uma foto ampliada da apresentadora que se levantava durante o primeiro ato do programa. Na parte central do palco havia um formato redondo que representa o mundo rodeado pelo nome do programa. No programa de estreia, o entrevistado no quadro "Intimidade" foi o ator Marcello Antony. Também estiveram no quadro a modelo Valéria Valenssa, os atores Luana Piovani e Oscar Magrini e os jogadores de futebol Renato Gaúcho e Ronaldo Nazário,além de Ivete Sangalo (a então vocalista da Banda Eva). 
Ao longo do programa,as atrações musicais mais comuns eram a de Daniela Mercury, As Sublimes, Cidade Negra, Jota Quest, Ivete Sangalo, Companhia do Pagode, Só Pra Contrariar, Raça Negra, Karametade, Deborah Blando, Netinho, Carlinhos Brown, Grupo Molejo, É o Tchan, Aline Barros, Cheiro de Amor (com Carla Visi) e Timbalada. Um dos fatos mais corriqueiros do programa era a apresentação de diversos artistas internacionais que estavam de passagem pelo Brasil durante o período.
Em outubro de 1997, em plena semana da criança, houve pequenas reformulações no cenário desta temporada. O programa passou a promover o álbum Boas Notícias que havia sido lançado naquela semana. O primeiro programa desta reformulação foi transmitido ao vivo naquele ano e foi reprisado. Em março de 1998, Xuxa Meneghel apresentou uma retrospectiva do que havia acontecido nesta temporada, pois a apresentadora estava de férias e o programa estava em processo de reformulação para a segunda temporada.

### 2.ª Temporada (1998-99)
A partir desta temporada, o programa mudou de dia e horário, passando a ser exibido aos domingos, às 14:00,horário que ficou até a exibição de seu último programa em julho de 2002.
A segunda fase estreou em 19 de abril de 1998 e foi até o começo do período de licença maternidade da apresentadora. O cenário foi criado por João Cardoso, em que tinha um globo terrestre que se abria automaticamente em gomos, e Xuxa aparecia cantando a música-tema. Variando com a escada gigante no lado esquerdo com telas compondo um telão. 
Além da mudança na forma como a apresentadora aparecia para seu público, o cenário ganhou mais profundidade e praticidade e toda a área disponível do Teatro Fênix foi aproveitada.
A abertura mostra novamente a Xuxa se divertindo, além de bastidores do programa, além da aparição de algumas pessoas que então faziam parte da transformação. Xuxa se assusta ao aparecer com vários tipos de aplique no final em que dá um beijo. O tema desta segunda abertura passou a ser instrumental. Para a música-tema que inicia o programa, as Paquitas New Generation e You Can Dance executam a nova coreografia com elementos ousados. Xuxa aparecia em meio as imagens dela ao abrir o globo terrestre. O programa ganhou um salão de beleza onde acontecia o quadro Transformação,que era o quadro de maior repercussão do programa. O programa passou a ter uma escalada musical, intitulada "O que é que a gente tem?". Foram criados também os quadros "Viagem Surpresa do Planeta" onde alguém da plateia que fosse focalizado pela câmera, ganhava uma viagem para qualquer ponto do Brasil e "Cinderelas do Planeta", onde as garotas de 15 anos realizam o sonho de dançar a valsa com seus ídolos a época.Um dos momentos mais icônicos do programa foi o encontro da apresentadora com Madonna. As atrações mais recorrentes eram as de Vinny, Fat Family, Ara Ketu, Karametade, Grupo Soweto, Deborah Blando e Katinguelê, além das atrações citadas da fase anterior (contando com os substitutos temporários da apresentadora), entre outras.
Em agosto do mesmo ano, quando Xuxa entrou em licença-maternidade, diversos músicos e artistas se revezaram na apresentação do programa : Ivete Sangalo (que apresentou o programa duas vezes), Alexandre Pires, Gabriel o Pensador, Daniel, Grupo Molejo, Netinho, Zezé di Camargo & Luciano, Netinho de Paula, Claudinho & Buchecha, Terra Samba e Tom Cavalcante.
No retorno da apresentadora nas edições de 8 e 15 de novembro de 1998, o cenário sofreu pequenas reformulações para promover o álbum "Só Faltava Você".A apresentadora abriu os dois primeiros programas deste período com as músicas "Vamos sacudir" e "Eu tô feliz".A abertura do programa retornou ao formato original no programa do dia 22 de novembro,mas com um remix e outra coreografia. No dia 21 de março de 1999, quando completou 100 edições, a versão original da música foi executada em um edição especial que juntava momentos de diversos programas anteriores.

### 3.ª Temporada
A terceira temporada ficou entre 28 de março de 1999 a 12 de março de 2000. O cenário do programa era remetido a entrada do novo milênio (haviam relógios, signos do zodíaco e  estátuas da mitologia), Xuxa aparecia em meio a diversos efeitos especiais, quando saía do Globo Terrestre e o cenário foi todo reformulado, que conferiu um tom místico ao novo ambiente. Pelas paredes, foram espalhadas fotos de Xuxa caracterizada como deusas de diversas culturas.
No programa de estreia em 28 de março de 1999,uma nova abertura foi apresentada e respeitava o novo tema do programa (o grupo Fat Family fazia a introdução da música).Durante a nova coreografia,o elenco aparecia mascarado e usava diversos figurinos transparentes e se revelavam em alguns instantes antes da apresentadora sair do Globo Terrestre.
Xuxa estreou sua nova música: "Vira Vira (Planeta Vira Vira)" para o álbum Xuxa 2000, a canção que substituiu "Libera Geral" de 1997. Além disso,alguns artistas passaram a se apresentar na plateia. Além disso essa fase do programa é marcada pela apresentação da última geração de Paquitas.
Em agosto de 1999, durante o processo de remanejamento das produções da emissora para o PROJAC,diversos elementos das temporadas anteriores do programa retornaram como a abertura original e diversas partes dos cenários anteriores. Neste período, as Paquitas 2000 passaram a fazer parte do programa como fase de laboratório. Em outubro de 1999, quando as Paquitas 2000, assumiram oficialmente o posto de Paquitas no programa Xuxa Park, as cinco ex-Paquitas New Generation remanescentes passaram a ser chamadas de as Gatas do Planeta e permaneceram como assistentes e dançarinas efetivas do programa até março de 2000, quando foram oficialmente substituídas pelas Garotas do Zodíaco.
Entre 2 de janeiro e 20 de fevereiro de 2000, o programa passou por um período de férias, denominado "Ressaca do Planeta", aonde só as apresentações musicais permaneceram com reprises dos melhores momentos do ano anterior e sem o elenco do programa. As ex-Paquitas New Generation agora chamadas de as Gatas do Planeta, permaneceram no programa até o dia 12 de março de 2000, no programa nº 150, quando saíram do programa junto com os integrantes do grupo You Can Dance, Kadú, Kall e Tom e a primeira geração de Papaquitos.

### 4.ª Temporada
Esta temporada começou em 19 de Março de 2000, o cenário continuou com um tom místico e as modificações ficaram apenas nas iluminações e com a entrada das Garotas do Zodíaco, que eram: Fabiana Telles e Marcella Siede (Áries), Sabrina Miragaia (Câncer), Marina Azze (Touro), Ana Cecília Calderon e Danielle Nabor (Gêmeos), Bianca Barbosa (Leão), Danah Costa e Mel de Oliveira (Virgem), Giselle Prattes (Libra), Fernanda Fontoura (Escorpião), Francine Mello e Isabella Ferraz (Sagitário), Nadja Haddad e Patrícia Marques (Capricórnio), Lívia Pais (Aquário), Fernanda de Freitas (Peixes). Também entraram três novos Papaquitos.
A abertura passou a ter créditos com imagens da Xuxa. Xuxa continua a sair da esfera ao cantar a música-tema que ainda continuava em execução, desta vez sem a presença das coreografias de Paquitas e You Can Dance, a Rainha entrava desfilando com os novos Papaquitos.
A primeira apresentação de Xuxa com as Garotas do Zodíaco foi da música "A Nova Dança". O jornalista Alex Lerner fazia entrevistas com astros da música internacional e personalidades do mundo artístico. O programa apresentou ainda novos quadros nesse ano, como "Correndo Atrás do Prejuízo", que tentava garantir um dinheiro extra a pessoas com dificuldades financeiras por meio de tarefas estipuladas pelo programa.
No dia 31/12/2000, marcando a virada do milênio, o Planeta foi especial: Xuxa recebeu, pela primeira vez no programa, a apresentadora Angélica no quadro Intimidade. O programa registrou a  maior audiência de sua história de 21 pontos no Ibope com 47% de share.

### 5.ª Temporada
Esta fase marca a superação da apresentadora após o trágico fim do Xuxa Park e também do término da 1ª temporada de verão. O programa voltou ao cenário habitual com mudanças. Dessa vez, o mesmo cenógrafo das fases anteriores, misturou imagens de Xuxa com de crianças e animais em tons alegres. O cenário também abrigava a cabine de um DJ e um video wall de 20m². Além disso, o Globo Terrestre foi removido do cenário e a apresentadora passou a surgir descendo de uma escada.
Em abril do mesmo ano, o grupo Manos e Minas (composto por Luana Otero, Guilherme Trajano, Gabriel Maciel, Giselle Bezerra, Raul Costa, Lilian Pereira e Eduardo Perin) e os Fortões (composto por Théo Becker e Renato Vianna passam a integrar o programa). As Paquitas 2000 passaram a integrar o Planeta, enquanto o grupo Garotas do Zodíaco foi desfeito antes do ínicio desta temporada
A abertura é do novo remix da música-tema em que Xuxa faz uma espiã e se filma em diversos momentos durante as provas de figurino. Após a apresentadora descer da escada era executada a música "Giro do Planeta" com a participação do DJ Abdulah. No encerramento, passava a executar a música "Tem Alguém Cansado Aí?"
Novos quadros foram inaugurados naquele ano, como o "Giro do Planeta", que conta com os repórteres Dudu Miranda, Alex Lerner e a ex-paquita Andréa Veiga que realizavam reportagens nacionais e internacionais sobre assuntos variados. Os promoters David Brazil e Amin Khader comandavam a "Redação do Planeta", que falava sobre o mundo das celebridades, a dupla foi conhecida pelo seu bordão: "Não pode, não pode, não pode...". No quadro "Endereço do Coração", Xuxa visitava a casa de amigos famosos: na primeira edição desta fase, Xuxa foi a Goiás visitar o cantor Leonardo. No quadro "Um Homem na Roda", um convidado respondia a três tipos de perguntas (profissionais, íntimas e indiscretas) elaboradas por três atrizes.

### 6.ª Temporada
A sexta e última temporada, como foi marcado também o último ano de parceria entre Xuxa e Marlene Mattos, foi a temporada mais curta do programa indo do dia 7 de abril e terminando 28 de julho de 2002 quando a emissora e a apresentadora em comum acordo decidiram cancelar o programa. O cenário desta fase foi mais amplo e remetia a uma discoteca. Com 70m2 a mais, o espaço foi coberto por espelhos e metais, produzindo efeitos de iluminação. As imagens de Xuxa, que marcavam os cenários anteriores, continuavam em cena, mas foram alteradas. Outra alteração foi o espaço ocupado pelos DJs, que se foi separado do público, acima das arquibancadas, abrindo maior espaço para os números musicais. Xuxa surge novamente de uma escada, mas agora em formato de espiral, saindo da bola.
A música-tema desta temporada foi "Conta Comigo" e em alguns programas com "Giro do Planeta". Na abertura, Xuxa sai de um helicóptero ao lado de seguranças para realizar uma transformação radical. O quadro "Intimidade", foi mantido e no primeiro programa a apresentadora recebeu a atriz Solange Couto e os novos quadros "Entre Amigos" e "Espertos do Planeta" foram adicionados. Nessa fase o programa ganhou dois novos integrantes, o Escorpião (Rafael) de 20 anos o Ariano (Marcelo) de 25 anos.

### Planeta Verão
No verão de 2001, Xuxa e Marlene Mattos criaram uma temporada especial de verão do Planeta Xuxa, que leva nome de Planeta Verão. Foram realizadas duas temporadas do programa. A primeira em uma ilha, aonde artistas se hospedavam e em clima de reality show,diversas câmeras estavam espalhadas no local e registraram diversas situações inusitadas,que foram aproveitadas pela direção do programa e foram exibidas. Em 2002, o Planeta Verão,se tornou um game show,em que situações de treinamento do Exército Brasileiro foram adaptadas como uma competição entre famosos. Esta edição conseguiu reverter por algum tempo a perda de audiência e o desgaste do programa fazendo atingir média de 23 pontos. A atriz Vanessa Alves também estreou neste ano como repórter.

### Fim do programa
No dia 28 de julho de 2002, foi exibido o último programa. Dentre os motivos para o fim do programa, são citados: o sucesso de vendas dos primeiros volumes da série Xuxa Só Para Baixinhos e o tumultuado fim da parceria com a diretora Marlene Mattos. No começo de 2002, o projeto do programa  Xuxa no Mundo da Imaginação foi aprovado pela cúpula da emissora e também pelo intenso desejo da apresentadora em voltar a trabalhar para seu público original (as crianças). Com o fim do programa, o grupo Paquitas também foi extinto, e no último programa foi realizado sob o tema de "recordações" e foram apresentados ao público diversos números conquistados pelo programa durante os 5 anos de sua duração, como quantos pontos de audiência foram conquistados, quantos artistas se apresentaram no programa e quem foi o primeiro e o último artista a se apresentar.

## Assistentes de palco

### 1997–1999; 2001–2002:Paquitas
| Integrantes das Paquitas | Integrantes das Paquitas | Integrantes das Paquitas                         | Integrantes das Paquitas | Integrantes das Paquitas |
| ------------------------ | ------------------------ | ------------------------------------------------ | ------------------------ | ------------------------ |
| Ano de atividade         | Nome                     | Apelido                                          | Geração                  |                          |
| 1997–1999                | Caren Lima               | Chaveirinho                                      | Paquitas New Generation  |                          |
| 1997–1999                | Graziella Schmitt        | Grazie Modelão                                   | Paquitas New Generation  |                          |
| 1997–1998                | Diane Dantas             | Lady Di / Di                                     | Paquitas New Generation  |                          |
| 1997–1999                | Gisele Delaia            | Gi / Gigi / Miss Queimados / Cinturinha de Pilão | Paquitas New Generation  |                          |
| 1997–1999                | Andrezza Cruz            | Dezza / Bocão / Paquita Exemplar                 | Paquitas New Generation  |                          |
| 1997–1999                | Bárbara Borges           | Babu / Babunitona / Babi                         | Paquitas New Generation  |                          |
| 1997–1999                | Vanessa Melo             | Flashdance / Estrupício                          | Paquitas New Generation  |                          |
| 2001–2002                | Letícia Barros           | Lê / Lelé / Paquita Caçulinha                    | Paquitas Geração 2000    |                          |
| 2001–2002                | Thalita Ribeiro          | Thatá / Bonequinha                               | Paquitas Geração 2000    |                          |
| 2001–2002                | Gabriella Ferreira       | Paquita Perua / Gables                           | Paquitas Geração 2000    |                          |
| 2001–2002                | Monique Alfradique       | Pastelzinho                                      | Paquitas Geração 2000    |                          |
| 2001–2002                | Lana Rhodes              | Cabritinha / Rouxinol                            | Paquitas Geração 2000    |                          |
| 2001–2002                | Stephanie Lourenço       | Ste / Tété / Teffy                               | Paquitas Geração 2000    |                          |
| 2001–2002                | Joana Mineiro            | Jô                                               | Paquitas Geração 2000    |                          |
| 2001–2002                | Daiane Amêndola          | Dai / Docinho                                    | Paquitas Geração 2000    |                          |

### 1999–2000: Gatas do Planeta
| Nome              | Apelido                                          |
| Caren Lima        | Chaveirinho                                      |
| Graziella Schmitt | Grazie Modelão                                   |
| Gisele Delaia     | Gi / Gigi / Miss Queimados / Cinturinha de Pilão |
| Andrezza Cruz     | Dezza / Bocão                                    |
| Vanessa Melo      | Flashdance / Estrupício                          |

### 1997–2002: Bombom
| Adriana Bombom |

### 1997–2000:You Can Dance
| Nome       |
| Daddy Kall |
| Fly        |
| Kadú       |
| Tom        |

### 1997–1998: Irmãs Metralha
| Ano de atividade | Nome            | Numeração |
| 1997–1998        | Mariana Richard | 001       |
| 1997             | Roberta Richard | 100       |

### 1998–2001: Papaquitos
| Integrantes dos Papaquitos | Integrantes dos Papaquitos | Integrantes dos Papaquitos | Integrantes dos Papaquitos | Integrantes dos Papaquitos |
| -------------------------- | -------------------------- | -------------------------- | -------------------------- | -------------------------- |
| Ano de atividade           | Nome                       | Apelido                    | Geração                    |                            |
| 1998–2000                  | Arnaldo Klay               | Klay                       | Primeira Geração           |                            |
| 1998                       | Papaquito Argentino        | Argentino                  | Primeira Geração           |                            |
| 1999–2000                  | Márcio Mariante            | Márcio                     | Primeira Geração           |                            |
| 1999–2000                  | Johnson Afonso             | Johnson                    | Primeira Geração           |                            |
| 2000–2001                  | Hugo Resende               | Canalha                    | Segunda Geração            |                            |
| 2000–2001                  | Gustavo Salyer             | Romântico                  | Segunda Geração            |                            |
| 2000–2001                  | Marcos D'Avila             | Dançarino                  | Segunda Geração            |                            |

### 2000–2001: Garotas do Zodíaco
| Nome                 | Título                           |
| Fabiana Telles       | Garota do Zodíaco de Áries       |
| Marcella Siede       | Garota do Zodíaco de Áries       |
| Sabrina Miragaia     | Garota do Zodíaco de Câncer      |
| Marina Azze          | Garota do Zodíaco de Touro       |
| Ana Cecília Calderon | Garota do Zodíaco de Gêmeos      |
| Danielle Nabor       | Garota do Zodíaco de Gêmeos      |
| Bianca Barbosa       | Garota do Zodíaco de Leão        |
| Danah Costa          | Garota do Zodíaco de Virgem      |
| Mel de Oliveira      | Garota do Zodíaco de Virgem      |
| Giselle Prattes      | Garota do Zodíaco de Libra       |
| Fernanda Fontoura    | Garota do Zodíaco de Escorpião   |
| Francine Mello       | Garota do Zodíaco de Sagitário   |
| Isabella Ferraz      | Garota do Zodíaco de Sagitário   |
| Nadja Haddad         | Garota do Zodíaco de Capricórnio |
| Patrícia Marques     | Garota do Zodíaco de Capricórnio |
| Lívia Pais           | Garota do Zodíaco de Aquário     |
| Fernanda de Freitas  | Garota do Zodíaco de Peixes      |

### 2001–2002: Manos e Minas
| Ano de atividade | Nome              | Apelido   |
| 2001–2002        | Gabriel Maciel    | Mano Biel |
| 2001–2002        | Giselle Bezerra   | Mina Gi   |
| 2001             | Eduardo Perin     | Mano Edu  |
| 2001             | Guilherme Trajano | Mano Gui  |
| 2001             | Lilian Pereira    | Mina Lili |
| 2001             | Luana Otero       | Mina Lu   |
| 2001             | Raul Costa        | Mano Rá   |

### 2001: Fortões
| Nome          | Título          |
| Théo Becker   | Fortão Loirinho |
| Renato Vianna | Fortão Moreno   |

### 2002: Ariano e Escorpião
| Nome    | Título    |
| Marcelo | Ariano    |
| Rafael  | Escorpião |

## Fatos sobre o Programa
- A versão demo do tema do programa chegou a ser executada durante as primeiras edições do programa. A versão tem alguns acordes que diferem da versão final que está presente no álbum Boas Notícias; esta versão após o lançamento do álbum se tornou a versão oficial da trilha do programa.
- A primeira edição programa é marcada pelo lançamento do single "Conquista", da dupla Claudinho e Buchecha. Algumas semanas depois, a música se tornaria um dos maiores sucessos de vendagem e de execução nas rádios naquele ano (1997).
- O único momento do programa que foi descartado da edição final foi o quadro "Intimidade", em que Xuxa entrevistou a multimídia mexicana Thalía. A decisão foi tomada pela cúpula da emissora devido ao fato de que o SBT estava naquele momento transmitindo pela primeira vez a telenovela Maria do Bairro, que à época era um sucesso estrondoso de audiência chegando a competir diretamente com a novela A Indomada  e o Jornal Nacional pelo primeiro lugar nos índices de audiência.
- Para a última temporada (2002), foi criado um corpo de baile do programa ("Balé do Planeta", como era chamado); sua primeira apresentação foi quando abriu o programa com a música "Giro do Planeta" da temporada anterior.
- Xuxa gravou diversas trilhas para o programa, algumas com participação do cantor Abdullah, e existiam planos de seu lançamento posterior em um CD direcionado ao público adolescente, mas ele acabou sendo engavetado em consequência do sucesso da série "Só para Baixinhos". Porém, alguns anos mais tarde, a versão finalizada do CD foi vazada na internet por fãs da apresentadora. Mesmo assim,apenas uma música deste CD foi oficialmente lançada: "Giro do Planeta", que fez parte de um CD especial inserido na coletânea Coleção Xou da Xuxa lançada em 2013.

## Prêmios
Ganhou o Prêmio Canal do Voto, votação Popular do Jornal Extra. O programa Planeta Xuxa ganhou com 30,9% dos votos de “Melhor Programa de Auditório” em 1998,  feito que se repetiu em 1999.
| Ano  | Nomeação | Categoria                            | Resultado |
| ---- | -------- | ------------------------------------ | --------- |
| 1998 | Xuxa     | Melhor Programa de Auditório de 1998 | Venceu    |
| 1999 | Xuxa     | Melhor Programa de Auditório de 1999 | Venceu    |

1. ↑  «PLANETA XUXA - FORMATO». Memória Globo. Consultado em 20 de março de 2015
2. ↑  «Gugu Ganha no Ibope»
3. ↑  «Domingo Legal bate Faustão, mas apanha de Xuxa»
4. ↑  «SBT vence Faustão 16 de abril de 2001»
5. ↑  «futebol e xuxa salvam ibope da globo»
6. ↑  «Planeta 10 de setembro de 1998»
7. ↑  «Planeta Xuxa vira Divã»
8. ↑  «Planeta 23 de dezembro de 1998»
9. ↑  «Xuxa Park 23 de dezembro de 1998»
10. ↑  «16 de dezembro de 2000»

1. ↑  Fly foi o único integrante do grupo que permaneceu no programa até a sua extinção em 28 de julho de 2002.